# Theognis van Athene
Theognis (Oudgrieks: Θέογνις / Théognis) was een Attisch treurspeldichter ten tijde van Aristophanes en werd door deze bitter bespot. Hij werd gezegd zo'n frigide schrijver te zijn dat hij de bijnaam Χιών / Chiōn (Sneeuw) kreeg. Later zou hij een van de Dertig Tirannen (τριάκοντα / triákonta) zijn geweest.